# Mostarsko Cerno
Mostarsko Cerno je naseljeno mjesto u općini Čitluk, Federacija BiH, BiH.

## Povijest
Mostarsko Cerno kao novo naseljeno mjesto formirano je 2015. godine izdvajenjem iz naseljenog mjesta Služanj odlukom Vlade Federacije BiH, a na zahtjev stanovnika Mostarskog Cerna.